# Chytridium proliferum
Chytridium proliferum är en svampart som beskrevs av Karling 1968. Chytridium proliferum ingår i släktet Chytridium och familjen Chytridiaceae.   Inga underarter finns listade i Catalogue of Life.